# (24535) Neslušan
(24535) Neslušan, désignation internationale (24535) Neslusan, est un astéroïde de la ceinture principale.

## Description
(24535) Neslusan est un astéroïde de la ceinture principale. Il fut découvert le 2 février 2001 à la station Anderson Mesa par le programme LONEOS. Il présente une orbite caractérisée par un demi-grand axe de 2,64 UA, une excentricité de 0,09 et une inclinaison de 15,5° par rapport à l'écliptique.

## Compléments